# 寧々 (声優)
寧々（ねね、12月9日 - ）は、日本の女性声優。主にアダルトゲームで活動中。

## 出演作品

### アダルトゲーム
- アキバ系彼女（新堂 鳴）
- えとランゼ（鶏鳴路 未来）
- おしえて巫女先生（矢嶋 香澄）
- GALZOOアイランド 担当役非公表
- School Days（森 来実）
- ツグナヒ2 〜もうひとりの奈々〜（東條 千尋）
- ないしょのティンティンたいむ（笠井 千菜美）
- ハーレム&ハーレム（七瀬 亜弥）
- ピアノ 〜紅楼館の隷嬢達〜（李 香蘭）
- PureMail -ピュアメール-（緒方 藍）
- Blue Destiny（シェリー）
- へんし〜ん!（神野 つかさ）
- マエバリ帝国の逆襲（アリエル・アリステア）
- やくchu! 〜ただいま媚薬開発中〜（和田 耀子）
- Reversible（野嶋 智子）
- リリミエスタ（逢坂 菜桜子）
- Cross Days（森 来実）